# Gare de Tsunashima
La gare de Tsunashima (綱島駅, Tsunashima-eki) est une gare ferroviaire de la ville de Yokohama, dans la préfecture de Kanagawa au Japon. Elle est située dans l'arrondissement de Kōhoku. La gare est gérée par la compagnie Tōkyū.

## Situation ferroviaire
La gare de Tsunashima est située au point kilométrique (PK) 15,8 de la ligne Tōkyū Tōyoko.

## Histoire
La gare a été inaugurée le 14 février 1926.

## Services aux voyageurs

### Accès et accueil
La gare est située sous les voies qui sont surélevées. Elle est ouverte tous les jours.

### Desserte
- Ligne Tōyoko :
  - voie 1 : direction Yokohama (interconnexion avec la ligne Minatomirai pour Motomachi-Chūkagai)
  - voie 2 : direction Shibuya (interconnexion avec la ligne Fukutoshin pour Kotake-Mukaihara et Wakōshi)